# ايمي تومسون
ايمي تومسون (بالفرنسية: Amy Thompson) (28 يوليو 1994 بلوكسمبورغ في لوكسمبورغ - ) هي لاعبة كرة قدم لوكسمبورغية في مركز الهجوم. شاركت مع منتخب لوكسمبورغ الوطني لكرة القدم للسيدات. أما مع النوادي، فقد لعبت مع نادي بروغريس نيدركورن و1. FC Saarbrücken (women) ‏ وSV Bardenbach ‏.

## وصلات خارجية
- ايمي تومسون على موقع الاتحاد الأوربي (الإنجليزية)
- ايمي تومسون على موقع قاعدة بيانات كرة القدم.إي يو (الإنجليزية)
- ايمي تومسون على موقع Soccerway.com (الإنجليزية)
- ايمي تومسون على موقع عالم كرة القدم.نت (الإنجليزية)